# Erna Gaulke
Die Erna Gaulke war ein Motorschiff, das am 3. Mai 1945 auf der Ostsee westlich von Fehmarn versenkt wurde.

## Geschichte
Die Erna Gaulke wurde 1919 an den Ersteigner die schwedische Rederi A/B Björnö, Bleket (Schweden) übergeben. Nach einer wechselvollen Geschichte wurde sie 1945 bei der Evakuierung von Ostpreußen eingesetzt. Am 3. April 1945 wurde die Erna Gaulke von Hawker Typhoons der 83rd und 84th Group der 2nd TAF versenkt.
Das Wrack liegt noch immer auf der Position 54° 31′ 43″ N, 11° 2′ 9″ O.  Es liegt in einem Gebiet von ca. 14 ha Fläche, das noch heute mit „Unrein Munition“ in den Seekarten verzeichnet ist.